# Gulmarał Jerkiebajewa
Gulmarał Mienienbajewna Jerkiebajewa (ros. Гульмарал Мененбаевна Еркебаева; ur. 4 listopada 1995) – kazachska zapaśniczkasults. Zajęła ósme miejsce na mistrzostwach świata w 2022. Brązowa medalistka mistrzostw Azji w latach 2015 - 2022. Wicemistrzyni halowych igrzysk azjatyckich w 2017. Brązowa medalistka igrzysk wojskowych w 2019. Wojskowa wicemistrzyni świata z 2018. 
Trzecia na MŚ U-23 w 2018, a także mistrzostwach świata juniorów w 2015 roku.